# ماریو هزونیا
ماریو هزونیا (انگلیسی: Mario Hezonja؛ زادهٔ ۲۵ فوریهٔ ۱۹۹۵) بازیکن بسکتبال اهل کرواسی است.
از باشگاه‌هایی که در آن بازی کرده‌است می‌توان به اورلندو مجیک، پورتلند تریل بلیزرز، نیویورک نیکس، باشگاه بسکتبال بارسلونا، و باشگاه بسکتبال پاناتینایکوس اشاره کرد.
وی در مسابقات کشوری و بین‌المللی در مجموع برندهٔ ۱ مدال طلا، ۱ مدال برنز شده‌ است.